# 唧筒座S
唧筒座S是在唧筒座的一顆大熊座W型食變星。

## 特性
唧筒座S因為主星比伴星熱，並且光度的下降是伴星從主星前方經過，因而被歸類為A型的大熊座W型變星。它的變光曲線是在15.6小時內的視星等從6.27〜6.835之間變化。該系統以A9V的組合頻譜閃耀著。
系統的軌道週期為6.48天，軌道離心率0.66。恆星的中心平均相距太陽半徑的3.31倍，這使得它們的表面距離只有太陽半徑的0.36倍。因此，這兩顆恆星最終將合併成一顆快速旋轉的恆星。
從軌道週期計算組成恆星的性質表明，主星的質量是太陽的1.94倍，直徑是太陽的2.026倍，伴星的質量是太陽的0.76倍，直徑是太陽的1.322倍。 主星表面的有效溫度為7,800K，伴星表面的有效溫度為7,340K。這兩顆恆星因為它們具有共有包層並共用恆星物質，因此具有相似的光度和光譜類型。這個系統被認為大約有50至60億年的歷史。
基於依巴谷衛星測量的年周視差位移為11.84 milli弧秒，這個系統距離地球為270光年（84秒差距）。分析和重新校准得到的視差為13.30，因此距離為250光年（76秒差距）.。

## 歷史
這顆恆星的變異性於1888年由H.M. Paul首次記錄，當時它具有任何變星中已知最短的週期。它最初被認為是一顆大陵五型的食變星，但因為它在週期的最大值和最小值之間缺乏減光較淺的第二極小值，因此被愛德華·皮克林質疑。在1926年，阿爾弗雷德·哈里遜·喬伊注意到它的光度曲線與大熊座W相似，得出結論，該系統確實是一個食雙星，有兩顆光譜類型為A8的恆星。